# Gazeta.ua
Gazeta.ua — українське суспільно-політичне інтернет-видання, засноване Володимиром Рубаном у 2006 році. Офіційний запуск сайту відбувся 11 березня 2006 року. Власником сайту є Товариство з обмеженою відповідальністю "Видавнича компанія "Нова інформація".
Ресурс оновлюється 24 години на добу. Матеріали публікуються українською та російською мовами.
На сайті містяться архіви газети «Газета по-українськи» та журналу «Країна».
Шеф-редактор — Розумний Максим Миколайович.
Головний редактор – Антофійчук Микола Ярославович.
Середня місячна кількість відвідувачів сайту станом на серпень 2017 року — 4 млн читачів.
Сайт має адаптивну верстку. Блоки сторінок перебудовуються залежно від роздільної здатності дисплеїв користувачів.